# Betty Skawonius
Anna Maria Elisabet (Betty) Skawonius, född 14 juli 1943 i Solna församling, är en svensk kulturjournalist.

## Biografi
Efter studentexamen 1963 och studier på Journalistinstitutet i Stockholm 1968–1969 kom Betty Skawonius till Dagens Nyheters teaterredaktion 1969 där hon sedan stannade fram till pensionen. Under några år på 1990-talet var hon chef för teaterredaktionen och under några år på 2000-00-talet var hon chef för evenemangsbilagan På Stan. Hon är framförallt känd för sina fördjupande reportage och intervjuer om teater men även film. Hon var sommarvärd i Sveriges Radio P3 13 juli 1981. Betty Skawonius är dotter till scenografen Sven Erik Skawonius och journalisten Gunilla Wettergren-Skawonius. Hon har en dotter tillsammans med musikern Lars-Eric Brossner.